# Kardolińska Przełęcz Wyżnia
 Kardolińska Przełęcz Wyżnia (słow. Vyšné Kardolínske sedlo, ok. 1100 m) – przełęcz w północno-wschodnim grzbiecie Bujaczego Wierchu  w słowackich Tatrach Bielskich. Znajduje się w środkowej części Kardolińskiego Grzbietu między Bujaczym Wierchem (1960 m) a Kardolińskim Wierchem (ok. 1127 m). 
Rejon przełęczy porasta las. Północno-zachodnie stoki przełęczy opadają do Kardolińskiego Żlebu, południowe do Doliny Czarnej. Obydwa są średnio strome z gęstym lasem. Przez przełęcz prowadzą dwie ścieżki.
Nazwa przełęczy jest autorstwa Władysława Cywińskiego. 